# Nikon D700
Nikon D700 je profesionalni  FF DSLR fotoaparat, ki ga je julija 2008 predstavilo podjetje Nikon.

## Ocene
Nikon D700 je bil ob vstopu na trg eden najbolje ocenjenih aparatov. Nikon je zanj dobil več nagrad, med katerimi je bila tudi nagrada Digital Photography Review "Highly Recommended" award.